# Константин: Город демонов
Константин: Город демонов (англ. Constantine: City of Demons) — американский анимационный веб-сериал Вселенной Стрелы, созданный Грегом Берланти и Дэвидом Гойером для потокового сервиса CW Seed. В центре сюжета находится Джон Константин, известный оккультист и охотник на демонов, главный герой комиксов издательства DC Comics Hellblazer. Проект также является частью Анимационной вселенной DC (англ. DC Animated Movie Universe (DCAMU)), премьера всех эпизодов состоялась 24 марта 2018 года.

## Производство
В январе 2017 года было объявлено, что сериал «Константин» Вселенной Стрелы вернётся в виде анимации на канале The CW Seed. Главного героя вновь озвучит Мэтт Райан

## Синопсис
Джон Константин использует свои навыки охоты на демонов и познания в области тёмных искусств, чтобы защищать Землю от угроз сверхъестественного происхождения.

## Актёры и персонажи

### Основные
- Джон Константин (Мэтт Райан) — известный экзорцист, демонолог, магистр (сам называет себя "полным лаптем") тёмных искусств[3].

### Второстепенные
- Дамиан О'Хэр озвучил Чеза Чендлера
- Лора Бэйли озвучила Целительницу Асу / Кошмарную Медсестру и Триш
- Эмили О'Брайен озвучила Рене Чендлер, жену Чеза

### Приглашённые
- Рэйчел Кимси как женщина, объявляющая прибытия и отбытия самолётов в аэропорту
- Робин Аткин Даунс как дворецкий
- Джим Мескимен как Берул

## Эпизоды
| № | Название                         | Режиссёр       | Сценарист           | Дата показа в США  |                |
| Сезон 1 (2018) | Сезон 1 (2018)                   | Сезон 1 (2018) | Сезон 1 (2018)      | Сезон 1 (2018)     | Сезон 1 (2018) |
| --- | -------------------------------- | -------------- | ------------------- | ------------------ | -------------- |
| 15 | «Город демонов» «City of Demons» | Даг Мёрфи      | Джон Марк ДеМаттейс | 24 марта 2018 года |                |
| Джон Константин просыпается в своей лондонской квартире, которая заполнена похожими на него демонами из подсознания. экзорцист использует свои навыки, чтобы загнать их туда, откуда они пришли, то есть в своё подсознание. Его навещает его друг Чез Чендлер, с которым он не виделся уже более десяти лет. Чез просит Джона о помощи: его дочь Триш впала в кому, что, как подозревает Чез, является следствием тёмной магии. Константин использует магию на Триш и понимает, что аура девочки испорчена. тогда он призывает кошмарную Медсестру, также известную как Целительница Аса, и та раскрывает, что Триш лишилась души. Тем не менее, девочка некоторое время способна общаться через Асу, после чего некая демоническая сущность завладевает ею и даёт Джону адрес в Лос-Анджелесе. Константин и Чез направляются туда, в то время как Аса и жена Чеза, Рене, остаются у постели Триш. Целительница при помощи магии заставляет скорбящую мать рассказать о том, что случилось в Ньюкасле, поскольку Джон постоянно умалчивает об этом. Как выяснилось, Джон и Чез были лучшими друзьями с детства и даже стали напарниками. Их наставник, Алекс Логу, использовал свою дочь Астру для тёмного ритуала, Константин использовал оккультизм, чтобы призвать настоящего демона. Демон Нергал убил всех участников ритуала, а также посетителей ночного клуба, в подвале которого он проходил, после чего забрал Астру в иной мир. Рассказав об этом, Рене забывает о том, что сделала это. Тем временем у джона снова видения о шепчущих голосах и экзорцист начинает подозревать, что на его разум кто-то влияет. Он идёт с Чезом по нужному адресу, где их встречает антропорфный свин-дворецкеий, который отводит их к бассейну, полному крови и трупов, где расположился демон берул. Последний раскрывает, что похищение души Триш было лишь уловкой, чтобы привлечь внимание Джона Константина. на самом деле он желает создать собственный иной мир, но ему нужен Константин, чтобы устранить конкурентов. |                                  |                |                     |                    |                |

## Производство
В январе 2017 года стало известно, что после появления в четвёртом сезоне телесериала «Стрела» Мэтт Райан вновь вернётся к роли Джона Константина в новом анимационном сериале, при этом он продолжит появляться в гостевой роли своего персонажа в игровых телесериалах Вселенной Стрелы. Президент The CW Марк Педовиц признался, что на тот момент у них не было никаких планов по поводу того, в каких именно сериалах появится Константин, как и того, появятся ли в веб-сериале другие персонажи закрытого сериала от NBC, а также будут ли продолжены его сюжетные линии.
Производством занялись студии Warner Bros. Animation и Blue Ribbon Content, авторами основной концепции числятся Грег Берланти, Сара Шечтер и Дэвид Гойер (последний также является бывшим шоураннером сериала от NBC). Сценарий ко всем эпизодам написал Джон Марк ДеМаттейс, режиссёрское кресло занял Дуг Мёрфи. В основу веб-сериала легла одна из арок серии комиксов о Джоне Константине — Все его приспешники. По словам вице-президента Warner Bros. Animation и Blue Ribbon Content Питера Джирарди проект планировался «более тёмным», чем телесериал от NBC. и гораздо ближе него к оригинальным комиксам издательства Vertigo.
Несмотря на то, что было заявлено, что «Константин: Город демонов» будет связан с телесериалом «Константин», оба проекта разительно отличаются друг от друга как в отношении персонажей, так и в плане сюжета. По словам Джона Марка ДеМаттейса, веб-сериал не является продолжением проекта NBC, но его события происходят в той же вселенной, что и в полнометражном мультфильме 2017 года «Тёмная Вселенная». Также он добавил, что «только время покажет, является ли это шоу частью Вселенной Стрелы . Питер Джирарди называл веб-сериал частью «анимационной вселенной Константина».

## Релиз
Премьера первых пяти эпизодов веб-сериала «Константин: Анимация» состоялась 24 марта 2018 года на канале The CW Seed, сразу же после демонстрации их посетителям WonderCon 2018. Позднее сценарист Джон Марк ДеМаттейс подтвердил, что к выпуску готовятся ещё семь эпизодов, а также издание на DVD и Blu-Ray полнометражной версии веб-сериала, содержащей 20 минут дополнительных сцен. Релиз полнометражной версии на Blu-Ray состоялся 9 октября 2018 года, однако ещё 4 октября она была показана посетителям Нью-Йоркского комик-кона 2018 года.. Премьера на канале The CW состоялась 15 октября под названием «Константин: Легенда продолжается».

## Критика
Джесси Шедин, пишущий для сайта IGN, поставил веб-сериалу оценку 8,1 из 10, написав. что эпизоды «выстраивают прямолинейный, но увлекательный конфликт, показывающий коварного фокусника, и доказывают, что Мэтт Райан — идеальный выбор для этого персонажа, как в шоу с живыми актёрами. так и в мультипликации».